# Beni
Beni este un oraș în  provincia Nord-Kivu, Republica Democrată Congo. În 2012 avea o populație de 99 501 de locuitori, iar în 2004 avea 81 286.